# Condado de Pope (Illinois)
El condado de Pope es un condado estadounidense, situado en el estado de Illinois. Según el censo de los Estados Unidos del 2000, la población es de 4413 habitantes. La cabecera del condado es Golconda.

## Geografía
Según la Oficina del Censo de los Estados Unidos, el condado tiene un área total de 971 km² (375 millas²). De éstas 961 km² (371 mi²) son de tierra y 10 km² (4 mi²) son de agua.

### Colindancias
- Condado de Saline - norte
- Condado de Hardin - este
- Condado de Livingston - este
- Condado de Massac - oeste
- Condado de Johnson - oeste
- Condado de Williamson - noroeste

## Historia
El Condado de Pope se separó de los condados de Gallatin y Johnson en 1816, su nombre es en honor de Nathaniel Pope, Secretario del Territorio de Illinois.

## Demografía
Según el censo del año 2000, hay 4413 personas, 1769 cabezas de familia, y 1220 familias que residen en el condado. La densidad de población es de 5 hab/km² (12 hab/mi²). La composición racial tiene:
- 93.29% Blancos (No Hispanos)
- 0.91% Hispanos (Todos los tipos)
- 3.76% Negros o Negros Americanos (No Hispanos)
- 0.45% Otras razas (No hispanos)
- 0.27% Asiáticos (No hispanos)
- 1.43% Mestizos (No Hispanos)
- 0.79% Nativos Americanos (No hispanos)
- 0.45% Isleños (No hispanos)

Hay 1769 cabezas de familia, de los cuales el 28 % tienen menores de 18 años viviendo con ellos, el 57.80 % son parejas casadas viviendo juntas, el 7.60% son mujeres que forman una familia monoparental (sin cónyuge), y 31.00% no son familias. El tamaño promedio de una familia es de 2.33 miembros.
En el condado el 22% de la población tiene menos de 18 años, el 10.20% tiene de 18 a 24 años, el 23.80% tiene de 25 a 44, el 26.70% de 45 a 64, y el 17.70% son mayores de 65 años. La edad media es de 41 años. Por cada 100 mujeres hay 102.6 hombres. Por cada 100 mujeres mayores de 18 años hay 101.2 hombres.
Tabla de la evolución demográfica:
|       | 1900   | 1910   | 1920 | 1930 | 1940 | 1950 | 1960 | 1970 | 1980 | 1990 | 2000 |
| ----- | ------ | ------ | ---- | ---- | ---- | ---- | ---- | ---- | ---- | ---- | ---- |
| TOTAL | 13 585 | 11 215 | 9625 | 7996 | 7999 | 5779 | 4061 | 3857 | 4404 | 4373 | 4413 |

## Economía
Los ingresos medios de un cabeza de familia el condado es de $30 048, y el ingreso medio familiar es $37 860.00 Los hombres tienen unos ingresos medios de $33 717 frente a $20 074 de las mujeres. El ingreso per cápita del condado es de $16 440.00 El 18.20% de la población y el 9.80% de las familias están debajo de la línea de pobreza. Del total de gente en esta situación, 21.40% tienen menos de 18 y el 8.40% tienen 65 años o más.

## Ciudades y pueblos
| - Eddyville - Golconda |

### Lugares designados por el censo
- Brownfield
- Hamletsburg
- Herod
- Rosebud
- Temple Hill

## Sitios de interés
| - Cottonwood Bar - Puente Lackey - Bosque Nacional Shawnee - Reserva Natural Cretaceous Hills - Parque Estatal Dixon Springs | - Dog Island State Wetlands - Distrito Histórico de Golconda - Reserva Natural del Cañón de Lusk Creek - Sitio Nacional Millstone Bluff - Reserva Bay Creek | - Bay Creek Ditch - Lago Grand Pierre - Lago Horseshoe - Río Simmons - Lago Sugar Creek |